# Rajtar (obraz)
Rajtar (inny tytuł Rycerz na koniu w stroju szwedzkim) – obraz olejny autorstwa polskiego malarza Piotra Michałowskiego namalowany na płótnie po roku 1840. Obraz został nabyty przez Muzeum Narodowe w Warszawie w 1946. 
Dzieło Michałowskiego przedstawia rajtara na koniu, który wspina się na tylne nogi, przednie rozstawione wyrzuca w górę, jak gdyby pokonywał nieistniejącą przeszkodę. Jeździec ubrany jest w skórzany kaftan (rajtrok), spodnie i długie, sięgające za kolana skórzane buty (botforty), zwane po staropolsku rajtarskimi. Na głowie ma kapelusz z szerokim rondem.
Motyw samotnego jeźdźca na wspiętym czy idącym stępa koniu przewija się przez całą malarską twórczość Michałowskiego, od konnych portretów przyjaciół i znajomych, poprzez zapoczątkowany w Paryżu cykl Kirasjerów, konne wizerunki dawnych rycerzy, ułanów, krakusów, huzarów, kawalerzystów, poprzez wizerunki jadącego konno cesarza Francuzów Napoleona. Artysta w niewielkich rozmiarów obrazach zawarł swoją filozofię historyczną: budowanie dziejów narodowych nie wielkimi scenami historycznymi przepojonymi literaturą, ale pojedynczymi wizerunkami bohaterów stanowiącymi symbol, uniwersalny schemat heroicznej ikonografii. 